# Dypterygia rozmani
Dypterygia rozmani är en fjärilsart som beskrevs av Emilio Berio. Dypterygia rozmani ingår i släktet Dypterygia och familjen nattflyn. Inga underarter finns listade i Catalogue of Life.